# Темпа Роса (Потенца)
Темпа Роса (итал. Tempa Rossa) је насеље у Италији у округу Потенца, региону Базиликата.
Према процени из 2011. у насељу је живело 10 становника. Насеље се налази на надморској висини од 792 м.